# Energi E2
Energi E2 var et dansk produktions- og energihandelsselskab, som blev etableret i 2000. Selskabet drev syv store og elleve mindre kraftvarmeværker i Østdanmark og også nogle vandkraftværker i Sverige. I 2006 fusionerede selskabet med Nesa, DONG, Københavns Energi, Frederiksberg Forsyning og Elsam til DONG Energy.